# Heinrich oder die Schmerzen der Phantasie
Heinrich oder die Schmerzen der Phantasie ist ein Theaterstück von Tankred Dorst, das am 16. Juni 1985 im Düsseldorfer Schauspielhaus unter der Regie von Volker Hesse uraufgeführt wurde. Die TV-Aufzeichnung sendete der WDR am 12. Oktober 1986.

## Handlung
Grünitz (Dorst meint seinen Geburtsort Sonneberg), Stettin und Berlin im Winter auf das Jahr 1943: Der 16-jährige Schüler Heinrich Merz möchte sich an der Front bewähren. Der Obersekundaner wird für eine vierwöchige vormilitärische Ausbildung auf dem Segelschulschiff „Admiral Trotha“ ausgewählt.
Heinrichs Mutter leidet unter ihrem Dasein als Witwe und fängt einen Flirt an. Als sie und der neue Hausfreund Heinrich zum Bahnhof bringen, schlägt die Abschiedsszene ins Phantastisch-Realistische um: Voller Begierde umarmt sich das Liebespaar und Heinrichs "Schmerzen der Phantasie" beginnen.
Nach der Eisenbahnfahrt von Grünitz nach Stettin folgt an der Reichssportschule die Ernüchterung für den Hitlerjungen. Hart, gehorsam, zäh, zuverlässig und voller Gemeinschaftsgeist soll der Rekrut werden. Heinrich bewährt sich nicht. Gleich zu Anfang des Lehrgangs wird er bei einer Nachtwache an Bord vom U.v.D. mit einem Buch in der Hand ertappt und vorzeitig nach Hause geschickt.
Auf dem Heimweg macht Heinrich in Berlin Halt und lungert drei Tage auf dem Stettiner Bahnhof herum. Danach ruft er seinen Onkel Hermann an. Dieser Dr. Dr. Plinke ist der Bruder von Heinrichs Mutter Dorothea Merz und das schwarze Schaf der Familie; er hat als Heereslieferant ein Vermögen verdient und lebt trotz Brot-Rationierung und bombardierter Reichshauptstadt in Saus und Braus. Der Sekt fließt; Hans Söhnker schaut vorbei. Onkel Hermann lebt mit Fräulein Zekel zusammen. Kalicke, der Chauffeur des Onkels, „hat gequatscht“. Die Geliebte ist wahrscheinlich eine Halbjüdin. Ihr droht das Arbeitslager.
Die hübsche blonde Ljuba, das Hausmädchen des Onkels, kommt aus der Ukraine. Ihr Bruder, ein Partisan, wurde von den Deutschen erschossen. Onkel Fußgesund nennt Heinrich den Dr. Dr. Plinke. Onkel Hermann beliefert die Infanterie des Heeres mit Einlegesohlen „für die kolossalen Fußmärsche, Moskau und zurück.“
Plinke erweitert Heinrichs Bewusstsein. Als der Schüler berichtet, was ihm als Verfehlung erscheint, fasst Plinke das ironisch auf. Heinrich beginnt zu dämmern, dass man dem nationalsozialistischen Regime auch anders gegenüberstehen kann als loyal.
In Berlin kann Heinrich nicht ewig bleiben. Schließlich muss er mit dem Zug nach Hause. Heinrich steigt in Saalfeld um. Daheim will ihm der Nationalsozialist Dr. Regus – das ist Heinrichs Erzieher – aus der Patsche helfen. Der Zuschauer erfährt nicht, ob der Erzieher hilft. Auch sonst passiert zum Finale des Stücks in Grünitz nichts. Aber geredet wird. Dorothea Merz berichtet dem Sohn eine Neuigkeit. Der alte Former Heymann – eine Nebenfigur aus „Dorothea Merz“ – hat sich, nachdem er von einem Fräulein Weidner denunziert wurde, erhängt. Dorothea zeiht ihren Schwager Erich – ein Protagonist aus oben genannten Roman – der Feigheit. Onkel Erich sei der Beerdigung ferngeblieben. Auch aus der Reichshauptstadt weiß die Mutter Neues. Onkel Hermann und sein gastfreies Haus sind nach einem Volltreffer während eines Bombardements nicht mehr. Heinrich meint, er sei gestorben – aber nur sein kindliches Bewusstsein ist ein für alle Mal zerstört. Am Ende steht der Ausruf seiner Freundin Hannah, erst jetzt beginne sein Leben.

## Phantasie
In einer Bühnenanweisung kündigt Dorst anfangs ein Gemenge aus „Realität“ und „Phantasie“ an. Letztere entspringt – an sieben Stellen über das Stück verteilt – dem Kopf der Titelfigur:
- Heinrich erhält von seinem Schulkameraden einen Revolverschuss in den Kopf und handelt darauf bis zum Schluss des Stücks munter weiter.
- Heinrich muss mitansehen, wie der Widerling Dr. Regus der Mutter ein paar Finger abbeißt.
- Heinrich begegnet paarmal den Schweigenden. Das ist eine Gruppe von armen und reichen reisefertigen Menschen, die von Bewaffneten bewacht werden. Fräulein Zekel stößt zu dieser Gruppe, die sich als todgeweihte Juden herausstellen.
- In Berlin auf dem Bahnhof springt Tilmann unvermittelt hinter Heinrichs Koffer hervor und sticht den reisenden Bruder mit dem Federhalter in die Augen.
- Der zerschossene Körper von Ljubas Bruder bewegt sich in einem blutigen Sack. Der erschossene Partisan lebt noch, taumelt vorwärts und fällt.
- Friedrich II. fordert Heinrich zum Marschieren auf und versinkt im Schnee.
- Bei Onkel Hermann wird getanzt. Auch das Fräulein Zekel tanzt – „über und über blutig, als ob sie geschlachtet wäre“[4]

## Rezeption
- Nach Wolfgang Höbel[5] verarbeite Dorst seine Familiengeschichte. Bekes schreibt, Dorst habe eigene Erlebnisse aus dem Jahr 1942 verwendet.[6] Ein Bühnenfoto der Düsseldorfer Uraufführung findet sich bei Bekes, S. 54 unten.
- Erken resümiert 1989, Heinrich beginne „schmerzhaft erwachsen zu werden“[7].

### Verwendete Ausgabe
- Heinrich oder die Schmerzen der Phantasie. Ein Stück S. 309–375 in Tankred Dorst. Deutsche Stücke. Mitarbeit Ursula Ehler (Foto aus dem Jahr 1985 bei Bekes, S. 44). Werkausgabe 1 (Inhalt: Dorothea Merz. Klaras Mutter. Heinrich oder die Schmerzen der Phantasie. Die Villa. Mosch. Auf dem Chimborazo) Nachwort: Günther Erken (S. 601–612) Suhrkamp Verlag 1985 (1. Aufl.), ohne ISBN, 614 Seiten.

### Sekundärliteratur
- Peter Bekes: Tankred Dorst. Bilder und Dokumente. edition spangenberg, München 1991, ISBN 3-89409-059-6
- Heinz Ludwig Arnold (Hrsg.): text + kritik Heft 145: Tankred Dorst. Richard Boorberg Verlag, München im Januar 2000, ISBN 3-88377-626-2
- Gero von Wilpert: Lexikon der Weltliteratur. Deutsche Autoren A–Z. Stuttgart 2004, ISBN 3-520-83704-8, S. 126, linke Spalte, 22. Z.v.u.